# Fornham All Saints
Fornham All Saints est un village et une paroisse civile du Suffolk, en Angleterre.